# Vykradači vraků
Vykradači vraků (ve francouzském originále Les Naufrageurs, německy Strandrecht, anglicky The Wreckers) je opera – autoři jí dali typicky francouzské žánrové označení „lyrické drama“ – o třech dějstvích anglické hudební skladatelky Ethel Smythové z let 1902–1906. Libreto původně francouzsky napsal její přítel Henry Bennet Brewster, avšak hrána byla nejprve v německém a poté až do současnosti především anglickém překladu. Premiéru měla 11. listopadu 1906 v lipském operním divadle Neues Theater. Je nejambicióznější a nejvýznamnější operou Ethel Smythové.

## Vznik a první uvedení
Námět ke své třetí opeře našla Ethel Smythová již v létě roku 1886, kdy podnikla pěší túru se svou sestrou Violet a jejím manželem Dickem Hippisleym po pobřeží Cornwallu. Tehdy navštívili i jeskyni „The Piper's Hole“ na Scilly, za přílivu zaplavovanou, a tento zážitek byl inspirací pro závěrečné dějství Vykradačů vraků. V té době a při pozdějších návštěvách Smythová rovněž sbírala pověsti a vzpomínky o lidech, kteří lákali lodi, aby ztroskotaly na útesech, a seznámila se s místní podobou nonkonformního křesťanství. „Od těch dob mne pronásledovaly dojmy z tohoto podivného světa z doby před více než sto lety; vykrádání lodí přilákaných na útesy podvržením nebo zhasnutím pobřežních světel; nelítostné vraždění jejich posádek; a se vším tím zakořeněná nábožnost keltského obyvatelstva tohoto neúrodného výběžku.“
Na samém počátku 20. století, po dokončení opery Les, poslala Smythová své zápisky a poznámky příteli a občasnému milenci Henrymu Bennetovi Brewsterovi, aby je zpracoval na libreto. Brewster již se Smythovou spolupracoval na libretech k jejím operám Fantasio a Les. Jakožto Američan vychovaný ve Francii, trval na tom, že libreto sepíše ve francouzštině, svém „poetickém“ jazyce. Smythová souhlasila, protože šance na uvedení nové opery ve francouzskojazyčné podobě byl větší než v případě angličtiny. Po premiéře Lesa v Covent Garden roku 1903 se dali oba do práce a v objemné korespondenci mezi nimi vzniklo brzy celé libreto; rovněž práce na hudbě šla skladatelce podle jejich vzpomínek od ruky a na sklonku roku 1904 operu s názvem Les Naufragers dokončila.

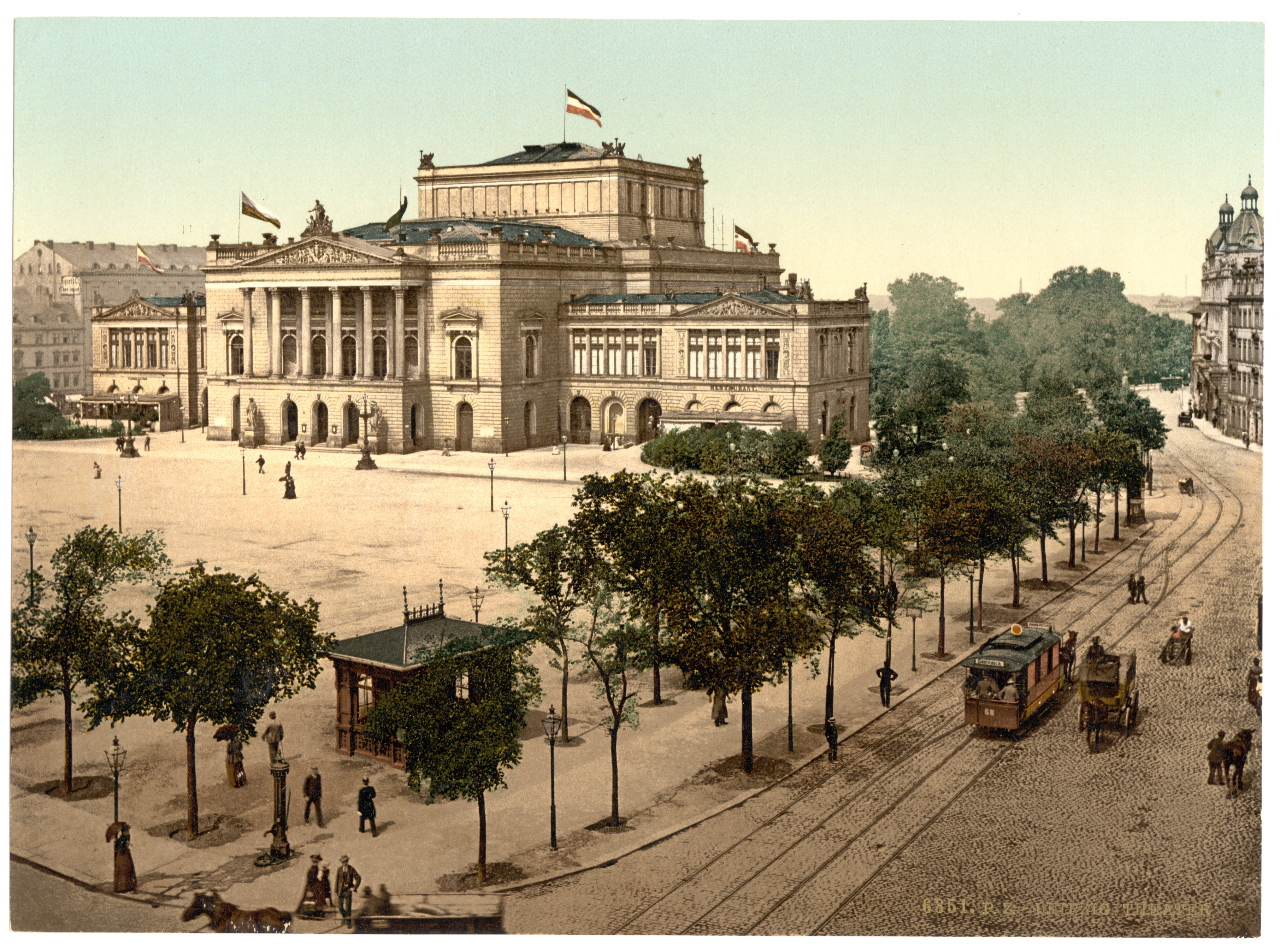
Nové divadlo (Neues Thater) v Lipsku, kde měli Vykradači vraků premiéru

Smythová usilovala nejprve o provedení Vykradačů vraků v jejich původním jazyce. Uvedení v Paříži bylo nemožné, ale doufala v provedení v Covent Garden, kde v letech 1901–1907 zajišťoval operní sezóny francouzský skladatel a dirigent André Messager. O hlavní roli Thirzy projevila zájem slavná sopranistka Emma Calvé, jenže ta se v té době dostala do konfliktu s Messagerem, což ukončilo i naděje na uvedení opery. Calvé se chystala uspořádat vlastní operní sezónu v londýnském Waldorf Theatre, kde chtěla uvést i Vykradače vraků, ale ta se neuskutečnila; rovněž jednání s operními divadly v Monte Carlu a Bruselu nevedlo k úspěchu. V původním jazyce libreta se Vykradači vraků dosud (2021) nikdy nehráli.
Smythová se proto obrátila na svého známého z doby studií v Německu, dirigenta Arthura Nikische, který se stal v roce 1905 ředitelem opery v Lipsku. Ten byl libretem i hudbou nadšen a operu ihned přijal k provozování. Smythová dala libreto – které Brewster prezentoval pod pseudonymem H. B. Leforestier – přeložit do němčiny (H. Decker a John Bernhoff). Roku 1906 však Nikisch pro neshody s městem kvůli rozpočtu a jiné pracovní vytížení ze své funkce odstoupil a smlouvu se Smythovou zdědil druhý kapelník Richard Hagel.
Smythová se s Hagelem sice setkala a byla spokojena, zkoušek se však proti svému zvyku neúčastnila. Když přijela na premiéru 11. prosince 1906, zjistila, že Hagel bez konzultace s ní učinil v partituře (objektivně příliš dlouhé) neschválení škrty, zejména v posledním dějství, které se tím změnilo podle Smythové v „nesrozumitelnou změť“. Premiéra byla přesto úspěšná, při 16 děkovačkách se ukázala i skladatelka a následné recenze v tisku byly relativně příznivé – zejména ve srovnání s nelítostným odsudkem, kterého se dočkala skladatelčina předchozí opera Les při své premiéře v Berlíně roku 1902. Smythová však přesto trvala na zrušení některých škrtů, a když narazila na odpor dirigenta i ředitele divadla, posbírala v orchestřišti všechny nástrojové hlasy i plnou dirigentskou partituru a odjela do Prahy. Tím byla další představení v Lipsku znemožněna a čin vyvolal nemalé pozdvižení.

## Charakteristika

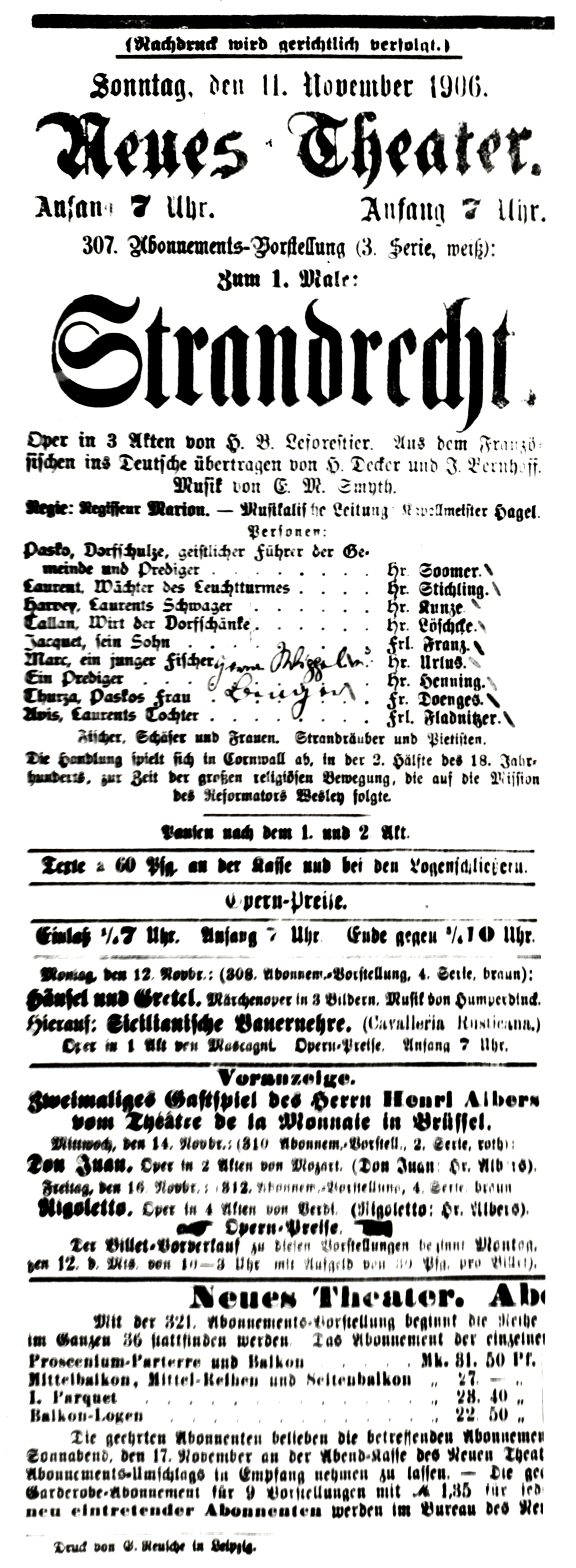
Plakát ke světové premiéře Vykradačů vraků v Lipsku 10. listopadu 1906

Vykradači vraků jsou zralým hudebním dílem. Oproti předchozím dvěma operám psaným pro německá jeviště – Fantasio a Les – je tato opera námětem britská a rovněž styl hudby je originálnější. Opera je prokomponovaná, vyskytují se však obrysy uzavřených čísel, jako Markova píseň The wind is cold, the sky is sad a Avisina píseň Fleeting is a maiden's favour, tanec na konci 1. dějství nebo milostný duet ve 2. dějství. Charakteristickým znakem této opery je „evokace moře nejrůznějšími orchestrálními efekty; moře je spoluhráčem v dramatu, charakterizovaným se vší dovedností, kterou se vyznačuje pečlivá charaktterizace lidských protagonistů“ (Elizabeth Jane Kertesz). Charakteristickým rysem – který byl však také kritizován – je neustálé řetězení hudebních vrcholů, což muzikolog Stephen Banfield popisuje jako „neúnavný neklid – žádnému hudebnímu parametru není dovoleno, aby se stal byť jen na okamžik předvídatelným, pohodlným nebo sentimentálním“. Pro Smythovou je příznačná hutná orchestrace, která v tomto případě nebyla kritizována jako nepatřičná jako u jejích kratších nebo komických oper. Zpěvní party jsou dosti náročné intonačně – kvůli četnosti velkých intervalových skoků – i rytmicky.
Z uměleckých vzorů bylo, jako u celého díla Ethel Smythové, poukazováno na vliv Richarda Wagnera, avšak nepřímý. Z jejích šesti oper právě Vykradači vraků nejvíce využívají techniku příznačných motivů, i když odlišným způsobem než Wagner, a za vágně wagnerovskou lze považovat i bohatou orchestraci a význam ryze orchestrálních pasáží. Podle muzikologa Ulricha Schreibera však „po wagnerismu přelou [19. a 20.] století není – až na náznak Bludného Holanďana v předehře – ani stopy“. Rovněž Stephen Walsh v The Penguin Opera Guide míní, že Smythová „není žádný wagnerián: používá jeho motivickou techniku, ale struktura, orchestrace, ba zčásti i dramatická hustota její hudby ukazují znalost děl Richarda Strausse“. Wagnerovský vliv lze spatřovat v tématu „sebeobětování a vykoupení prostřednictvím osvíceného utrpení“ – nejčastěji citovaná je v této souvislosti právě Wagnerova „námořní“ opera Bludný Holanďan. Sama Smythová tvrdila, že na rozdíl od jejích předchozích děl jsou Vykradači vraků „v mém pozdějším stylu, tj. zcela pryč z německého lesa“. Významnou úlohu sborů lze považovat za příznak anglické chorální tradice. Italský muzikolog Matteo Sansone pro námět i některé rysy zpracování řadí Vykradače vraků mezi díla ovlivněná italským verismem (podobně jako třeba Janáčkovu Její pastorkyni nebo d'Albertovu Nížinu); například kontrast sborů zaznívajících z modlitebny s dějem odehrávajícím se před ní připomíná Mascagniho Sedláka kavalíra. Český hudební kritik a libretista Richard Batka považoval operu za „nepochybně francouzskou“, podobně soudil Walter Niemann a další kritici; zejména zmíněná Avisina píseň připomíná árii Les tringles des sistres tintaient z Carmen. Nepochybné jsou i ozvuky lidové hudby z Cornwallu, a to i v chorálních částech. Smythová do své tvorby lidové melodie zapracovávala, pro Markovu píseň The wind is cold, the sky is sad, která byla v tomto ohledu recenzenty často citována, však zatím žádný konkrétní lidový zdroj nalezen nebyl. Řada muzikologů upozornila na některé podobnosti Vykradačů vraků s operou Peter Grimes (1945) Benjamina Brittena, která jako první anglická opera dosáhla světové proslulosti.
Muzikoložka Kathleen Daleová, autorka první souborné práce o hudbě Ethel Smythové, označila Vykradače vraků za „operní mistrovský kus“ této skladatelky; vyzdvihovala jeho univerzalitu a dramatičnost. Stephen Banfield v The New Grove Dictionary of Opera hodnotí (jako již skladatelčini současníci) výše instrumentální části a orchestraci než lyrická sóla, ale největší přednost shledává v „dramatické strategii“ této opery. Podle Stephena Walshe „ve svých nejlepších místech […] mají vykradači vraků skutečnou hudebně-dramatickou sílu. Ale také příliš snadno zklouzávají do operní konvence a jako celek […] postrádají silnou vlastní hudební osobitost.“ Jsou podle něj „slavní jako krok k britské národní opeře“. Ulrich Schreiber poukazuje na „vysoké kvality“ Vykradačů vraků, ale i na jejich scénickou náročnost bránící většímu rozšíření.

## Pražská inscenace
Již v době přípravy premiéry v Lipsku radil Arthur Nikisch Smythové, aby se na Lipsko nespoléhala a zajistila si jiná uvedení. Spojil ji se svým přítelem Angelo Neumannem, ředitelem Královského zemského německého divadla v Praze. Neumann nejprve odmítl s odkazem na příliš mnoho předchozích závazků a nedostatek prostředků, ale Brewster nabídl Neumannovi za uvedení vysokou sumu 1000 britských liber a Neumann přijal. Smythová přijela do Prahy projednat s Neumannem a šéfdirigentem Leo Blechem – jenž prý byl dílem nadšen – podmínky a obsazení a byla ujištěna o tom, že inscenace bude na úrovni.
Když však Smythová přijela z Lipska do Prahy, ukázalo se, že podmínky nebyly ideální: Neumann se zotavoval z těžkého záchvatu mrtvice a nemohl do dění v divadle zasahovat, Blech odešel a nový kapelník Paul Ottenheimer měl jiné názory. Podle vzpomínek Smythové byla Brewsterova finanční podpora veřejným tajemstvím a všichni očekávali další peníze za úsluhy. Nasazení své opery byla Smythová nucena si vynutit hrozbou žaloby a Vykradači vraků byli nakonec uvedeni proto, aby německé divadlo neztratilo tvář v konkurenci s Národním divadlem. Přesto byli Vykradači vraků uvedeni velmi brzo, již 12. prosince 1906. To se projevilo na tom, že nebylo dost času na zkoušky, zejména pro orchestr. Představení trvalo ještě kratší dobu než v Lipsku, a je proto zřejmé, že byly provedeny škrty – tentokrát zřejmě za spolupráce se Smythovou. S celkovým provedením však byla Smythová velmi nespokojena.
Po premiéře následovaly čtyři reprízy (20. prosince 1906 a 12. ledna, 29. ledna a 24. dubna 1907), což by neukazovalo na nějakou blamáž; ostatně Richard Batka referuje o tom, že u publika měli Vykradači vraků úspěch, a Ernst Rychnovsky upozorňuje, že přijetí repríz bylo vřelejší než u premiéry. Většina recenzí denního tisku – navíc pod vlivem skandálu v Lipsku – však byla zcela nepříznivá; tak například operu strhal Felix Adler v deníku Bohemia, jenž svou recenzi plnou protifeministických narážek zakončil slovy: „Člověk se ptá, jak se stalo, že byl proveden takový zmetek, jak k tomu přijdou nevinní diváci, že musí celý večer poslouchat takovou nehudbu…“. Dopisovatel vídeňského časopisu Der Humorist pod šifrou Haimon Vykradače vraků označil za „vrchol Kilimandžára co do nedostatku talentu a nevkusu“. V českojazyčném tisku byly ohlasy pražského uvedení jen řídké, krátké a nepřesné. Nuancovanější byla například kritika Ernsta Rychnovského pro Musikalisches Wochenblatt, který sice vyčítal opeře mj. „přehnaný realismus“, „průrazné, křiklavé disonance“ a „vyčerpávající neklid“ a postrádal „laskavost“ – místo ní byla hudba „robustní a kostnatá, veskrze neženská“. Přesto nepochybuje nejen o skladatelčiných znalostech a dovednostech, zejména v instrumentaci, ale i o jejím talentu a vážném uměleckém záměru. Podrobnou a pronikavou kritiku Vykradačů vraků napsal Richard Batka. I když není ve všem pozitivní, zastává se skladatelky a jejího díla a popisuje i vlastní zkušenost, kdy po prvním poslechu na generální zkoušce považoval tuto operu za zcela špatnou a vysmíval se jí, aby až několikerým opětovným poslechem ocenil její originalitu a uměleckou hodnotu. Smythová si také této kritiky velmi cenila.
Vykradači vraků byli teprve druhou operou profesionálně provedenou v Praze, jejíž hudbu napsala žena. Předcházel jí singspiel Rinaldo a Alcina Marie Theresie Paradisové roku 1797. Následovala až po téměř sto letech roku 2002 Žirafí opera Markéty Dvořákové.

## Další inscenační historie

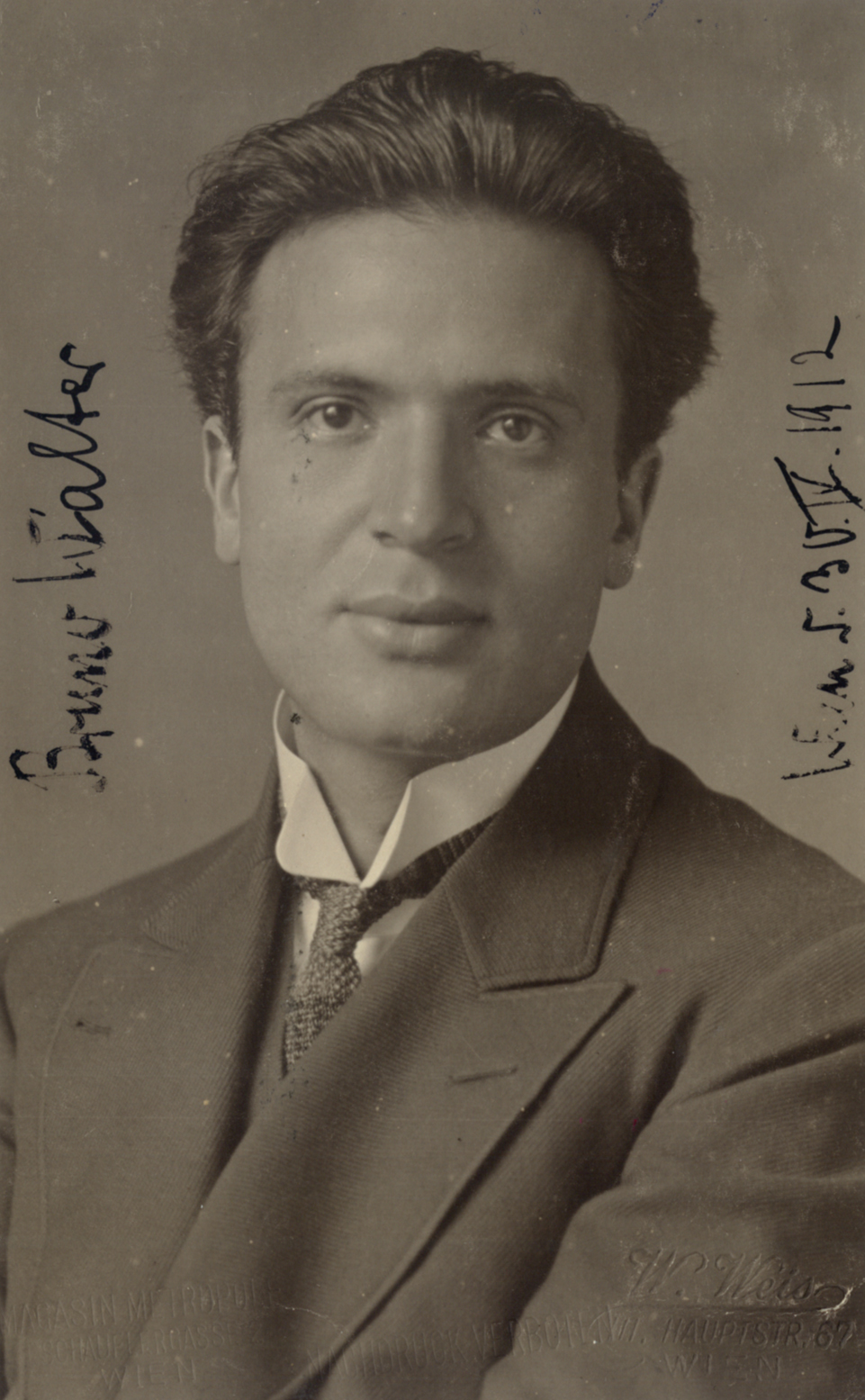
Dirigent Bruno Walter, příznivce Ethel Smythové a jeden z prvních dirigentů Vykradačů vraků, fotografie z roku 1912

Po neúspěchu v Praze zamířila Smythová do Vídně, kde se snažila získat pro uvedení Vykradačů vraků ve Vídeňské dvorní opeře jejího tehdejšího ředitele Gustava Mahlera. Nesetkala se s ním, dílo však nadšeně přijal Mahlerův pomocník, dirigent Bruno Walter, který se stal jedním z jejích největších propagátorů. Podle Smythové měl Mahler v úmyslu její operu uvést, měl však již tehdy spory s intendancí divadla a roku 1907 odešel. Podařilo se mu údajně získal příslib od svého nástupce Felixe Weingartnera, ale ten se ukázal planým; přestože Smythová zapojila své diplomatické a společenské konexe u vídeňského císařského dvora, byla její opera roku 1908 dvorní operou odmítnuta. Bruno Walter alespoň na koncertech uváděl mezihru Na útesech cornwallských a po nastoupení na místo ředitele opery v Mnichově prosadil uvedení Vykradačů vraků tam, inscenaci plánovanou na únor roku 1915 však překazila první světová válka.

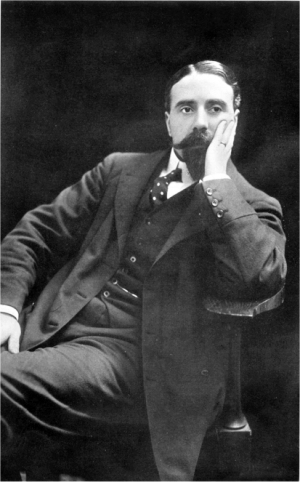
Thomas Beecham, jenž dirigoval britskou premiéru Vykradačů vraků, fotografie z roku 1910

Smythová tedy pořídila vlastní překlad opery do angličtiny a pokoušela se ji uplatnit v Británii, což však bylo velmi obtížné pro nedostatek divadel otevřených britské tvorbě. Syndikát Covent Garden její dílo – před podporu tisku – odmítl. Skladatelce se podařilo ukázat londýnskému publiku nejprve Na útesech cornwallských na koncertu 2. května 1908, kdy London Symphony Orchestra dirigoval její starý příznivce Arthur Nikisch, a podstatné úryvky z opery pak na koncertě 30. května 1908 v Queens Hall, financovaném Brewsterem, kdy roli Thirzy zpívala Blanche Marchesi a dirigoval opět Nikisch. Příznivý ohlas Smythovou povzbudil k uspořádání vlastní inscenace. S finanční pomocí americké milionářky Mary Dodgeové si na šest představení pronajala londýnské His Majesty's Theatre a dirigenta Thomase Beechama s jeho orchestrem. Britská premiéra Vykradačů vraků se konala 22. června 1909, Marka zpíval John Coates a Thirzu Clementine de Vere Sapio. Smythové se podařilo zorganizovat i návštěvu krále Eduarda VII., královny Alexandry a princezny Viktorie. Smythová nebyla spokojená s tím, že Beecham napěchoval zkoušky jen do 10 dnů, ale s výsledkem byla spokojena. I ohlas u obecenstva byl příznivý, smluvně omezený počet představení však neumožnil, aby opera získala skutečnou popularitu.
Roku 1910 vytvořil Beecham vlastní operní společnost, Beecham Opera Company, a zařadil Vykradače vraků do své první londýnské sezóny v Covent Garden. Sezóna byla velmi úspěšná, populárnější novinky – zejména Straussova Elektra – však Vykradače vraků vytlačily, takže se nakonec konala jen dvě představení (jedno dirigoval Bruno Walter). Patrně pro tuto příležitost provedla Smythová úpravy a vypracovala definitivní znění opery, z níž zmizely pasáže vedené jako melodram – výsledná verze je plně zpívaná – a provedla různé škrty a kondenzace, zejména v prvním dějství. Beecham plánoval další uvedení pro sezónu 1921, ale na podzim 1920 jeho společnost zkrachovala. Koncertně se však v té době hojně uváděly obě předehry a milostný duet ze 2. dějství, a to i v Německu. Roku 1931 uvedla novou inscenaci Covent Garden, dirigoval Sir John Barbirolli. Londýnské divadlo Sadler's Wells Theatre, v meziválečném období významné místo pro anglickou operu, uvedlo Vykradače vraků v říjnu 1939 jako svou poslední inscenaci před tím, než bylo na dobu války zavřeno. Byla to poslední inscenace za života Smythové (zemřela roku 1944).
I po druhé světové dálce se Vykradači vraků hráli sporadicky ve Velké Británii. 11. dubna 1972 byli poprvé hráni ve Skotsku (v glasgowském King's Theatre). Oživení zájmu o dílo Smythové (a jejích současníků z generace tzv. „anglické hudební renesance“), včetně Vykradačů vraků, lze sledovat od 90. let 20. století. Roku 1993 byla tato opera poprvé znovu uvedena v Německu, a to v Hagenu pod názvem Strandpiraten, a opětovně roku 2007 v Gießenu, tentokrát pod názvem Strandräuber (dirigoval Carlos Spierer). Zvlášť významné bylo poloscénické provedení na BBC Proms dne 31. července 1994, kdy Anne-Marie Owens zpívala Thirzu, Justin Lavender zpíval Marka, Peter Sidhom zpíval Pascoea, David Wilson-Johnson zpíval Lawrence, Judith Howarth zpívala Avis, Anthony Roden zpíval Tallana, Brian Bannatyne-Scott zpíval Muže a Annemarie Sand zpívala Jacka, spolu s Huddersfield Choral Society (sbormistr: Jonathan Grieves-Smith) a orchestrem BBC Philharmonic řízeným smythovskou specialistkou Odaline de la Martinez. Představení bylo provedeno na oslavu 50. výročí skladatelčina úmrtí a položilo základ pro pozdější inscenace. Bylo rovněž zaznamenáno naživo v Royal Albert Hall a vydáno na CD.

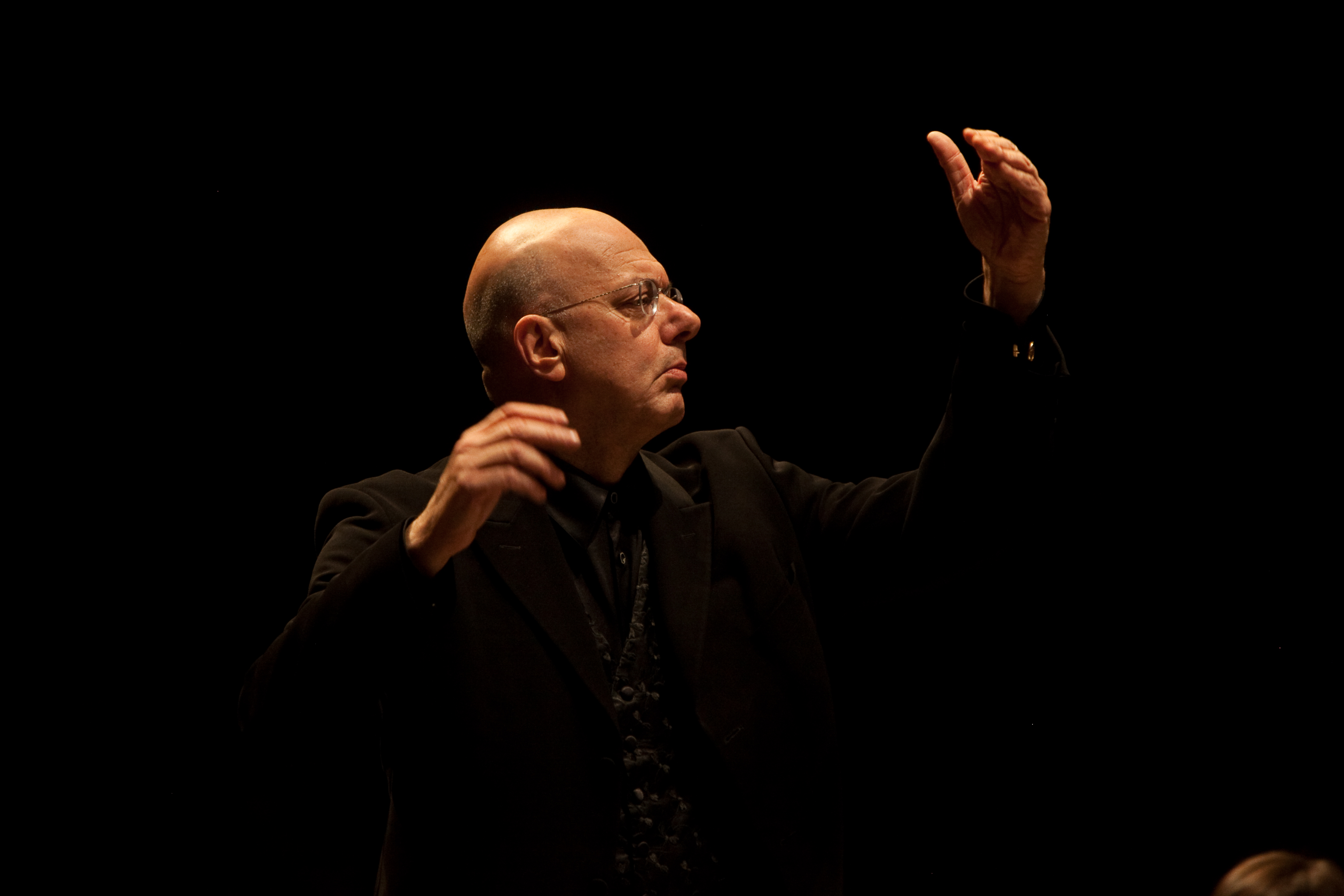
Dirigent Leon Botstein, který dirigoval první provedení Vykradačů vraků ve Spojených státech

Vykradače vraků dále uvedla Duchy Opera v sále „Hall for Cornwall“ v Truro, roku 2006 na oslavu století od světové premiéry této opery. Bylo to první představení v Cornwallu, dějišti opery. Redukovanou orchestraci pro tento účel pořídil Tony Burke a libreto upravila Amanda Holdenová, orchestr řídil Paul Drayton a režíroval David Sulkin. 30. září 2007 byla tato opera poprvé hrána ve Spojených státech amerických, a to koncertně v podání American Symphony Orchestra řízeného Leonem Botsteinem v Lincolnově centru v New Yorku. Týž dirigent stál za úspěšnou regulérní inscenací v rámci festivalu Bard SummerScape Opera roku 2015 (Annandale-on-Hudson). Režii měl Thaddeus Strassberger, Marka zpíval Neil Cooper, Thirzu Katharine Goeldner, Avis Sky Ingram a Pascoa Louis Otey.
Další anglickou inscenaci Vykradačů vraků připravila Arcadian Opera v listopadu 2018 v The Roxburgh Theatre ve Stowe na oslavu stého výročí volebního práva žen v Británii a zásluh Ethel Smythové o ně. Kriticky úspěšnou inscenaci dirigoval Justin Lavender (který zpíval Marka v roce 1994 na Proms) a režírovala Alison Marshallová. Marka zpíval Brian Smith Walters, Thirzu Jennifer Parkerová, Avis April Fredericková a Pascoea Steven East.
V prosinci 2019 operu – tentokrát pod původním německým názvem Strandrecht – uvedelo experimentální divadlo Lichthof Theater Hamburg. Hudba Smythové byla redukována pro klavír a částečně nahrazena elektronickými kompozicemi skladatelky Tung Čou. Režisérka Kerstin Steebová text aktualizovala na téma záchrany (uprchlíků) na moři přes odpor „pobřežního“ obyvatelstva; rovněž posílila aktivní roli Thirzy. Zpívali Ferdinand Keller (Marc), Isabel Reinhard (Avis), Lisa Florentine Schmalz (Thirza) a Mathias Tönges (Pasko).
Inscenace Island City Opera v Alamedě plánovaná na březen 2020 byla zrušena v důsledku pandemie covidu-19, stejně jako koncertní provedení plánované na 14. března 2021 v londýnské Queen Elizabeth Hall.

## Osoby a první obsazení
| Osoba                                                                                | hlasový obor       | světová premiéra (11. 11. 1906) | česká premiéra (12. 12. 1906) |
| ------------------------------------------------------------------------------------ | ------------------ | ------------------------------- | ----------------------------- |
| Pascoe [Pasko], vesnický rychtář a místní kazatel, 55 let                            | bas (baryton)      | Walter Soomer                   | Georg Zottmayr                |
| Lawrence [Laurent], strážce majáku                                                   | baryton            | Eugen Stichling                 | Fritz Boos                    |
| Harvey, Lawrencův švagr                                                              | bas                | Albert Kunze                    | Mathieu Frank                 |
| Tallan, hostinský                                                                    | tenor              | Leopold Löschke                 | Josef Pauli                   |
| Jack [Jacquet], jeho syn, 15 let                                                     | mezzosoprán        | Emanuela Franz                  | Valeska Nigrini               |
| Mark [Marc], mladý rybář                                                             | tenor              | Jacques Urlus                   | Gottfried Krause              |
| Thirza [Thurza], Pascoeova žena, 22 let                                              | mezzosoprán        | Paula Doenges                   | Betty Schubert                |
| Avis, Lawrencova dcera, 17 let                                                       | soprán             | Luise Fladnitzer                | Hermine von Brenneis          |
| Kazatel, rybáři, pastevci, horníci a jejich ženy; všichni vykradači vraků a pietisté |                    |                                 |                               |
| Dirigent:                                                                            | Dirigent:          | Richard Hagel                   | Paul Ottenheimer              |
| Režie:                                                                               | Režie:             | Georg Marion                    | Josef Trummer                 |
| Výprava a kostýmy:                                                                   | Výprava a kostýmy: | …                               | Parcival de Vry               |

## Děj opery

### 1. dějství
(Rybářská vesnice v Cornwallu na vrcholu útesů – wesleyánská modlitebna, hostinec, maják v pozadí; neděle večer)

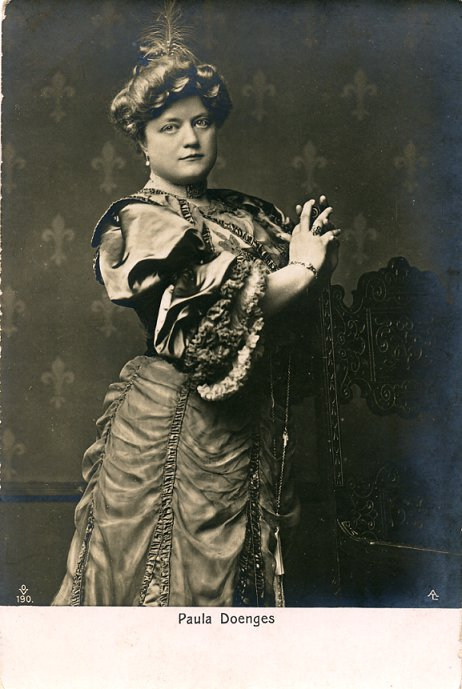
Paula Doengesová, první Thirza ve Vykradačích vraků

Vesničané se scházejí do modlitebny za zpěvu chorálu (God's Chosen People shall not pray the price of sin!). Na vyzvání hostinského Tallana a jeho syna Jacka se cestou zastavují u hostince; hostinský je uklidňuje, že kazatel Pascoe není přítomen. Zvedá se vítr a lidé to vítají s nadšením. Celá chudá a často hladovějící vesnice totiž žije z toho, co nashromáždí z vraků lodí, jež ztroskotají o zdejší útesy, a aby jich bylo co nejvíce, nezažínají varovná světla nebo zažínají falešná (sbor Haste to the shore, the storm is nigh). Pascoe, laický kazatel, přichází a kárá je za požívání piva o šabatu. Tvrdí, že právě proto jim přestal Pán posílat lodě, které by mohli vykrást. Na jeho pokyn se všichni modlí k Bohu (zpěv Pascoea se sborem Our nets are empty, barren the land). Avis, dcera strážce majáku Lawrence, se však lehkověrnosti vesničanů vysmívá; nedostatek troskotajících lodí má světské vysvětlení. Lawrence vypráví, že viděl na útesech plát ohně, a je si jist, že někdo varuje lodě před nebezpečím (zpěv Last evening when my work was ended). Vesničané si navzájem přísahají, že vypátrají zrádce, který se mezi nimi skrývá, a oběsí ho (sbor While I put out the lighthouse lamp). Avis chce sdělit své podezření, ale Lawrence jí to zakáže – je to příliš vážná věc.
Přichází Thirza, Pascoeova mladá manželka. Přestože na ni všichni naléhají, nechce vstoupit do modlitebny a slyšet manželovo kázání. Vesničané jí to mají za zlé. Za chvíli je slyšet z modlitebny jejich zpěv (sbor Our scarlet sins are white). Na osamělé místo přichází Mark, jeden z mladších rybářů; dříve se ucházel o Avis, ale jeho city se však nyní obrátily k Thirze (píseň The wind is cold, the sky is sad). Avis ho konfrontuje, a když ji Mark odmítá, varuje ho (Avisina píseň Fleeting is a maiden's favour). Mark vstupuje do modlitebny; Avis ví, že to on je zrádce vsi, a chce se pomstít, nemůže se však zcela odhodlat.
Thirza si všimne Avisiny bledosti, ale když její otázky Avis hrubě odbude, věnuje se své práci na sítích a zpívá si (píseň Love, oh thou shaft of gold). Pascoe vychází a vyčítá své ženě, že pracuje o šabatu, a Avis, že nosí z marnivosti zlatý řetízek. Avis se mu směje a naznačuje, že je podváděn manželkou; nakonec však vstupuje do modlitebny, ale Thurza odmítá: nesdílí manželovu víru a to, že schvaluje zločiny na nebohých posádkách lodí, má za pokrytectví před Bohem. Přeje si vesnici opustit. Zatímco lidé v modlitebně pějí zbožný chorál, Thurza zpívá ironicky o jejich krvelačnosti (zpěv Thurzy The hunter recks not of mercy a chorál Up Lord our God!). Pascoe však vyznává své krédo, že vše z moře je Boží dar (zpěv Mid wild rocks dwelling).
Aniž by si všiml, že ho Avis sleduje, zpívá zatím Mark své nové lásce (Marková árie I will do for the love I bare him… ), a k Avisině žárlivému hněvu je jasné, že Markovy milostné city k Thirze jsou plně opětovány.
Vesničané vycházejí z modlitebny podníceni Pascoeovým ohnivým kázáním k tomu, aby přivedli další lodě ke ztroskotání a vyloupili jejich vraky (sbor Ah! thus should the Word be preached!). Zvedá se bouře. Avis se vrací a označuje Pascoea jako toho zrádce, který vysílal lodím varování před nebezpečím. Tallan, Lawrence a Harvey se dohodnou, že budou kazatele pečlivě sledovat (tercet Who breaks our law must die).
Moře ke skalnatému pobřeží přihání loď. Muži z vesnice vzrušeně očekávají bohatou kořist, jež se k nim blíží, a začínají se připravovat na vraždění a rabování (sbor a tanec Come one come all and join us).

### 2. dějství
(Bezútěšné pobřeží u paty útesů)
Avis se zdálo, že viděla zrádce, a pověřila Jacka, který je do ní zamilován, aby ho chytil. Ale Jackovi se to nezdařilo – někde tady se mu zrádcova temná postava ztratila – a nyní se zlobí i na Avis, že ho jen využívá. Avis ví, že Jack má pravdu, ale potřebuje ho, a proto ho s chlácholením odvádí.
Mark sbírá na pobřeží naplavené dříví. Je to on, kdo zapaluje varovné ohně (monolog a „balada o kostech“ This we come to know out worth! … When wilt thou give me peace from vain desire?). Zrovna když se chystá zapálit svou hranici za pomoci plamene své pochodně, slyší volat Thirzu. Thirza k němu přibíhá a varuje ho, že ostatní vesničané jsou nablízku, a že pokud hranici zapálí, uvidí plameny a přijdou ho chytit. Milenci se obejmou. Mark zprvu chce provést svůj záměr a zapálit oheň, ale když mu Thirza vyzná lásku, zastaví se, protože si uvědomí, že by tím uvrhl do nebezpečí i ji. Mark ji žádá, aby opustila Pascoea o utekla s ním. Thirza se nejprve zdráhá, ale pak postupně podléhá jeho prosbám. Vítězoslavně společně uchopí pochodeň a zapalují hranici. Okolo plující loď se tak vyhne ztroskotání (duet Mark! not tonight! … And thus too may Heav'n o'er dark places leading … Beloved, far o'er the sea… Blaze, fire of love).
Pascoe přichází právě včas, aby zahlédl prchající milence. Na okamžik spatří tvář své ženy v měsíčním světle a v záchvatu úzkosti klesá do písku. Je stále v bezvědomí, když dorazí Avis, jež přivádí muže z vesnice. Když naleznou Pascoea poblíž hořící hranice, jsou si jisti, že to on je zrádcem.

### 3. dějství
(Vnitřek velké jeskyně) Vesničané lamentují, že loď, která už se zdála narazit na útesy, proplula bez nehody – to musí být dílo zrádce (sbor Naught, and ever naught). Lawrence, Harvey a Tallan přivádějí spoutaného Pascoea. Koná se improvizovaný soud a Lawrence se sám jmenoval za žalobce, protože byl jedním z mužů, kteří zdánlivě přistihli Pascoea při činu (Lawrencův monolog Men here assembled). Přítomní se modlí, aby je Bůh při rozhodování osvítil (sbor Wand'ring Lord, in the night). Pascoe odmítá soud uznat a neodpovídá na jejich otázky. Lidé se ptají, jak je mohl právě kazatel zradit, a Avis prohlašuje, že Pascoe je obětí čarodějnictví a je zjevně stále pod vlivem klatby jeho mladé ženy, Thirzy (Avisin zpěv This man betrayed his flock).
Důkazy se zdají jasné. Dav volá po Pascoeově smrti, ale v tom okamžiku se mezi ně přiřítí Mark a přizná se, že to on vesničany zradil, a vysvětluje svůj motiv (zpěv You ask me why? … E'en as one keeps the path). I Thirza předstupuje, aby doznala dvůj podíl viny. Avis se snaží Marka zachránit tím, že tvrdí, že noc strávil s ní, ale oba milenci její slova vyvracejí a jsou rozhodnuti podvolit se osudu společně. Avis jim projevuje takovou nenávist, že se jí její otec zříká.
Ale i rozsudek nad Markem a cizoložnicí Thirzou je nevyhnutelný. Mají být zanecháni v jeskyni přikováni ke skále, zatímco ji příliv postupně zaplaví (zpěv Lawrence Years ago a comrade was accused a sbor Closed is the court and scaled the doom). Ještě naposledy Pascoe prosí Thirzu, aby projevila lítost, ale ta ho opět odmítá (zpěv Think ye that I repent?)a dává přednost smrti s Markem. Vesničané odcházejí, když voda začne stoupat (sbor Hark, the trump of doom!), a milenci v objetí extaticky vítají nadcházející smrt (duet Turn on me those eyes … Sun! light our dying).

## Instrumentace
Pikola, dvě flétny (2. též pikola), dva hoboje, anglický roh, dva klarinety (B a A), basklarinet (B a A), dva fagoty, kontrafagot; čtyři lesní rohy (F), dvě trubky (C), dva pozouny, basový pozoun, tuba; tympány, triangl, tamburína, vířivý buben, činely, basový buben; harfa; varhany; smyčcové nástroje (housle, violy, violoncella, kontrabasy).

## Nahrávky
- 1994 (CD Conifer Classics, reed. 2018 Retrospect Opera) Zpívají: Anne-Marie Owens (Thirza), Justin Lavender (Mark), Peter Sidhom (Pascoe), David Wilson-Johnson (Lawrence), Judith Howarth (Avis), Anthony Roden (Tallan), Brian Bannatyne-Scott (Harvey/A Man), Annemarie Sand (Jack). Huddersfield Choral Society a BBC Philharmonic Orchestra řídí Odaline de la Martinez. Živá koncertní nahrávka z Royal Albert Hall.

Vedle toho existuje několik nahrávek samotné předehry.